# Here to Hear
Here to Hear – piętnasty album studyjny Wishbone Ash.

## Lista utworów
Album zawiera utwory:
1. Cosmic Jazz 3:27
2. Keeper of the Light 3:52
3. Mental Radio 4:55
4. Walk on Water 4:00
5. Witness to Wonder 4:10
6. Lost Cause in Paradise 4:42
7. Why Don't We 6:12
8. In the Case 3:27
9. Hole in My Heart (Part 1) 3:07
10. Hole in My Heart (Part 2) 4:30

## Twórcy albumu
Twórcami albumu są:
- Andy Powell – gitara, wokal
- Ted Turner – gitara, wokal
- Martin Turner – gitara basowa, wokal
- Steve Upton – perkusja